# Arge cyanocrocea
Arge cyanocrocea is een vliesvleugelig insect uit de familie van de Argidae. De wetenschappelijke naam van de soort is voor het eerst geldig gepubliceerd in 1771 door Forster.